# OR6T1
OR6T1 (англ. Olfactory receptor family 6 subfamily T member 1) – білок, який кодується однойменним геном, розташованим у людей на короткому плечі 11-ї хромосоми. Довжина поліпептидного ланцюга білка становить 323 амінокислот, а молекулярна маса — 36 348.
| 10         |  | 20         |  | 30         |  | 40         |  | 50         |
| ---------- |  | ---------- |  | ---------- |  | ---------- |  | ---------- |
| MNPENWTQVT |  | SFVLLGFPSS |  | HLIQFLVFLG |  | LMVTYIVTAT |  | GKLLIIVLSW |
| IDQRLHIQMY |  | FFLRNFSFLE |  | LLLVTVVVPK |  | MLVVILTGDH |  | TISFVSCIIQ |
| SYLYFFLGTT |  | DFFLLAVMSL |  | DRYLAICRPL |  | RYETLMNGHV |  | CSQLVLASWL |
| AGFLWVLCPT |  | VLMASLPFCG |  | PNGIDHFFRD |  | SWPLLRLSCG |  | DTHLLKLVAF |
| MLSTLVLLGS |  | LALTSVSYAC |  | ILATVLRAPT |  | AAERRKAFST |  | CASHLTVVVI |
| IYGSSIFLYI |  | RMSEAQSKLL |  | NKGASVLSCI |  | ITPLLNPFIF |  | TLRNDKVQQA |
| LREALGWPRL |  | TAVMKLRVTS |  | QRK        |  |            |  |            |

A: Аланін

C: Цистеїн

D: Аспарагінова кислота

E: Глутамінова кислота

F: Фенілаланін

G: Гліцин

H: Гістидин

I: Ізолейцин

K: Лізин

L: Лейцин

M: Метіонін

N: Аспарагін

P: Пролін

Q: Глутамін

R: Аргінін

S: Серин

T: Треонін

V: Валін

W: Триптофан

Кодований геном білок за функціями належить до рецепторів, g-білокспряжених рецепторів, білків внутрішньоклітинного сигналінгу. 
Локалізований у клітинній мембрані, мембрані.